# Sendangrejo (Ngimbang)
Sendangrejo is een bestuurslaag in het regentschap Lamongan van de provincie Oost-Java, Indonesië. Sendangrejo telt 5427 inwoners (volkstelling 2010).